# Jon Jacobsen Venusinus
Jon Jacobsen Venusinus (født før 1563, død 30. januar 1608) var en dansk teolog, filosof, naturgransker og historiker.
Venusinus var født på øen Hven, hvor hans fader, Jacob Jonsen, var præst. Faderen forflyttedes 1563 til Landskrona efter hvilken by sønnen kaldte sig Coronensis, men efter at Hven ved Tycho Brahe havde fået en særlig navnkundighed, kaldte han sig Venusinus efter fødeøen,så meget mere som han, der med ikke ringe held dyrkede digtekunsten både på latin og dansk, derved fik navn fælles med en af antikkens mest berømte digtere, Horats.
Efter at have gået på den kongelige skole i Frederiksborg, der frembød bedre undervisningsforhold end de allerfleste af den tids skoler, afgik Venusinus til universitetet i København og siden til Rostock. Her kom han i forbindelse med den ansete professor David Chytræus, der 1579 anbefalede ham til kong Frederik 2.s understøttelse, da han var en alvorlig, besindig og håbefuld ung mand, som det ville lønne sig at hjælpe frem på videnskabernes bane. Denne varme anbefaling havde den virkning, at kongen tilstod ham 100 gamle daler årlig i studenterstøtte. Nu begav han sig på længere rejser, besøgte Tyskland, Østrig (hvor han lærte jesuiterordenens fremskredne undervisning at kende), Italien og Schweiz. Længst dvælede han i Wittenberg, hvor han tog magistergraden. Hans landsmand, den unge Sivert Grubbe, der samtidig opholdt sig her og trådte i en varm, gennem hele livet fortsat venskabsforbindelse med ham, omtaler, at Venusinus blev anset for den lærdeste af alle daværende studenter i Wittenberg på grund af den indsigt i matematik, teologi og de filosofiske fag, som han lagde for dagen ved disputationer og deklamationer.
Efter hjemkomsten fra disse rejser blev Venusinus 1584 sognepræst i Herfølge og Sædder ved Køge samt provst i Bjæverskov Herred, en kaldelse, som han særlig tilskrev lensmanden på Tryggevælde, rigskansler Ejler Grubbe, ovennævnte Sivert Grubbes fader. Da denne ansete mand døde 1585, og Arild Huitfeldt fulgte ham i forleningen og i kanslerembedet, kom Venusinus i et nært venskabsforhold til denne, vistnok især grundet på deres fælles kærlighed til historien. Skønt præstekaldet i Herfølge var et af de bedste i landet, synes det videnskabelige liv i hovedstaden at have draget Venusinus til sig. 1587 blev han sognepræst ved Helligåndskirken i København. Men her var han nær kommet i problemer, da han som mange af sine samtidige, og deriblandt hans venner Arild Huitfeldt og Sivert Grubbe, havde en forkærlighed for den kryptocalvinistiske teologi. Særlig misbilligede han den da brugte anvendelse af eksorcismen ved dåben. Da han på egen hånd tillod sig at udelade den, vakte dette skridt imidlertid en så ubehagelig opmærksomhed, at han på regeringsrådets forlangende for en tid blev suspenderet fra sit embede i 1588, men han slap dog nogenlunde skadesløs fra sagen ved at love fremtidig at følge den gældende kirkeskik. Siden, da han var blevet højt anskrevet hos Christian 4., søgte han at formå denne til at afskaffe eksorcismen, uden at det dog lykkedes, skønt kongen lod et af sine egne børn døbe med forbigåelse af denne ceremoni.
I det hele var Venusinus lidet konfessionel, men dog langtfra irreligiøs, som hans mærkelige oversættelse af Thomas a Kempis' bog Christi Efterfølgelse (1599) og særlig dedikationen i samme til Sivert Grubbe viser. Også på det videnskabelige område var han liberior Academicus, som en samtidig forfatter kalder ham, meget kritisk anlagt, en ven af Tycho Brahe og stærkt optaget af videnskabelige iagttagelser i de forskelligste retninger. Et skrift af ham, indeholdende filologiske, filosofiske og teologiske undersøgelser, blev til hans store fortrydelse 1595 undertrykt af den akademiske censur. Sagen var måske den, at han hyldede den ramistiske retning på sprogforskningens og filosofiens område. Bl.a. kan mindes om et forsøg af ham (1594) på at reformere den danske retskrivning, i ikke ringe lighed med hvad Rasmus Rask i en langt senere tid foreslog.
Skønt Venusinus således ikke stod på den bedste fod med "de højlærde" ved universitetet, måtte de dog indrømme ham en plads i deres midte, da det var lykkedes ham, efter at Christian 4. selv havde overtaget regeringen, i høj grad at vinde den unge konges og kansler Christian Friis' velvilje. 1600 måtte de akademiske fædre "efter kongelig befaling" kalde ham til professor i fysik ved universitetet, hvor anlægget af en botanisk have blev ham overdraget. Botanik hørte nemlig også til de videnskaber, han syslede med.
Som professor optrådte Venusinus som Platons fortolker og forsvarer i modsætning til den herskende aristoteliske filosofi. Han var den første ved Københavns Universitet der hævdede det kopernikanske verdensbillede og holdt forelæsninger over magnetismen. Et vidnesbyrd om den yndest, han nød på de højeste steder, var det, at han 1602 efter dr. Niels Krags død udnævntes til kongelig historiograf og forlenedes med dekanatet i Ribe domkapitel, som hans forgængere i historiografstillingen også havde haft. Han flyttede dog ikke til Ribe, men forblev ved universitetet, idet han 1603 ombyttede lærestolen i fysik med den i retorik. Samtidig holdt han forelæsninger over den danske oldtid (Antiqvitates rerum Danicarum), men skønt han i disse forelæsninger på en skånselløs måde gik løs på Saxos sagnhistorie, undgik han ikke selv at snuble. Hans etymologier var ofte fantastiske, og hans forsøg på at konstruere en dansk oldtidshistorie vidner tilstrækkeligt om, at den tid ikke var i stand til at magte så vanskeligt et emne. De mindre dunkle afsnit af historien nåede han aldrig frem til. Et par 1604-1605 udgivne dissertationer af ham (De historia dissertatio prima, qva ejus definitio et divisio comprehenditur og De fabula, qvæ pro historia sæpissime venditatur) hører til den historiske indledningsvidenskab. Dog må det bemærkes, at han i De historia formodentlig var den første danske historiker, der benyttede den senere så almindelige tredeling af historien i antikken, middelalderen og moderne tid.
Da Christian 4. 1606 besøgte sin svoger, kong Jakob i England, fulgte Venusinus med som Orator et Historicus Regius og skal have vakt betydelig opsigt ved sin mangesidige lærdom. Det fortælles, at et digt, han overrakte kong Jakob, vandt denne lærdomelskende konges bifald i så høj grad, at han ville optage forfatteren i adelstanden, hvilket dog næppe er sket. Efter hjemkomsten blev Venusinus 1607 forlenet med Sorø Kloster og gods, for at han, befriet fra det akademiske arbejde, kunne have lejlighed til for alvor at gøre noget ved Danmarks historie, men allerede 30. januar 1608 bortkaldtes han ved døden.
At der har været noget tiltalende ved hans personlighed, og at hans levende sans for videnskabelig forskning i forskellig retning har øvet en ikke ringe tiltrækning på de betydelige mænd, han kom i forbindelse med, er umiskendeligt, men i litteraturen har han dog ikke efterladt sig mange spor, vistnok især fordi hans interesser var for lidt begrænsede.
Venusinus blev i 1585 for første gang gift med Agathe (død 15. juli 1589), datter af professor Johannes Sascerides, og anden gang med Karine Dankertsdatter, enke efter kanniken Hans Leiel i Roskilde. Selv synes Venusinus ingen børn at have haft, men for sin stedsøn, lægen Dankert Leiel, blev han en trofast fader.

### Fodnoter
1. ↑  Se immatrikulation fra Jon Jacobsen Venusinus i Rostock Matrikelportal